# LinkedIn
LinkedIn (/ˌliŋkt.ˈɪn/; cách điệu thành Linked in) là một trang mạng định hướng kinh doanh được thành lập bởi Reid Hoffman tháng 12 năm 2002, có trụ sở tại Mountain View, bang California, Mỹ. Tháng 5 năm 2003, LinkedIn chuyển đổi thành một trang mạng dịch vụ xã hội, người sử dụng chủ yếu là những thành viên chuyên nghiệp về hệ thống mạng. Đến tháng 3 năm 2016, LinkedIn có hơn 433 triệu thành viên và 106 triệu thành viên hoạt động.
Tháng 1 năm 2011, LinkedIn đã đệ đơn xin gia nhập thị trường chứng khoán NYSE và cổ phiếu đầu tiên giao dịch vào ngày 19 tháng 5 năm 2011, với biểu tượng "LNKD". Hiện nay, Tổng Giám đốc Điều hành của LinkedIn là Jeff Weiner.
Ngày 13 tháng 6 năm 2016, Microsoft thông báo mua lại LinkedIn với 26,2 tỷ đô-la Mỹ, được kỳ vọng hoàn thành vào cuối năm 2016.

## Giới thiệu công ty

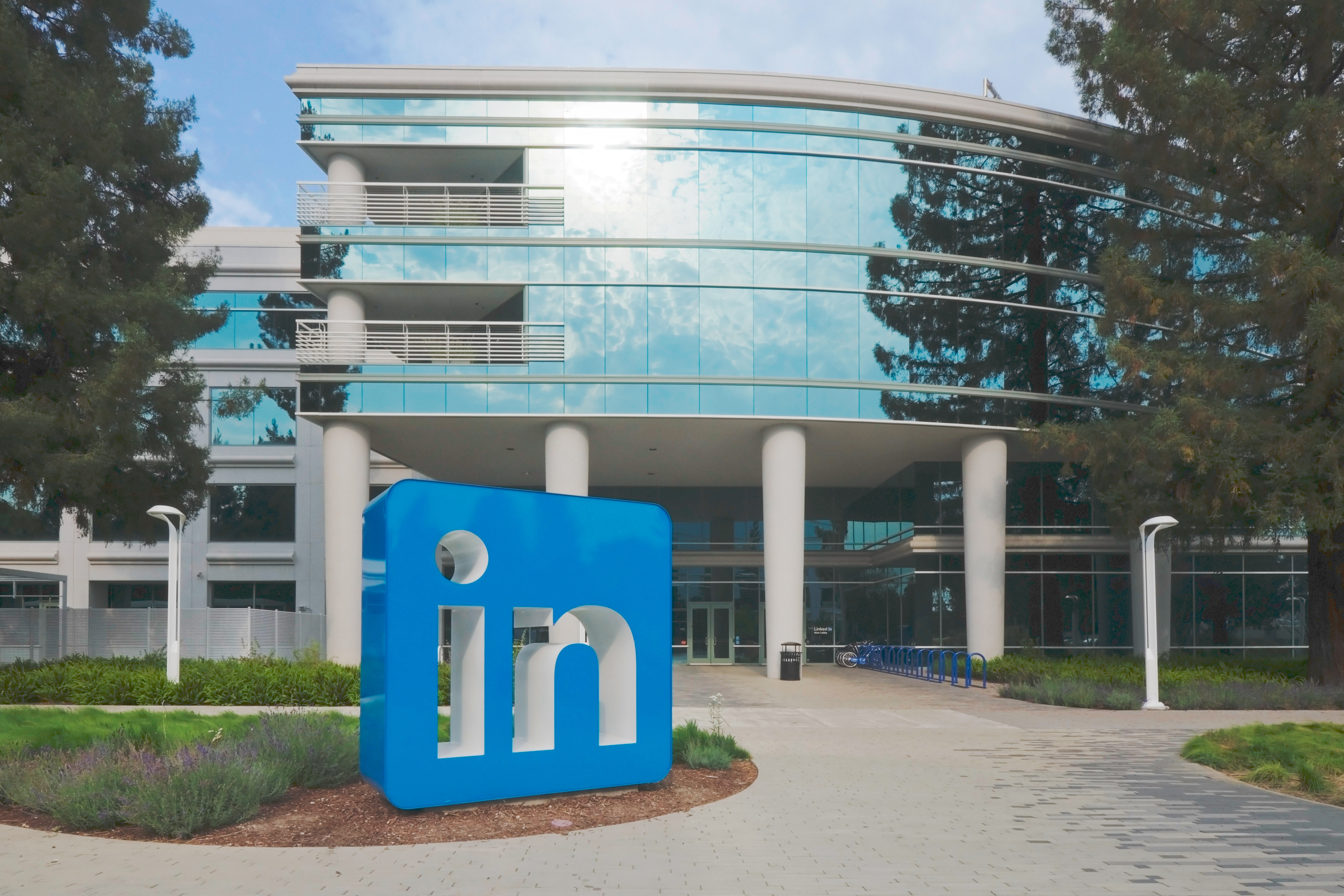
Trụ sở LinkedIn ở Sunnyvale, California

LinkedIn được thành lập tại Mountain View, California, hiện có trụ sở chính tại Sunnyvale, California và 33 văn phòng toàn cầu tại Omaha, Chicago, Los Angeles, New York, Washington, DC, São Paulo, London, Dublin, Amsterdam, Graz, Milan, Paris, Munich, Madrid, Stockholm, Singapore, Hồng Kông, Trung Quốc, Nhật Bản, Úc, Canada, Ấn Độ và Dubai. Tính đến tháng 5 năm 2020, công ty có khoảng 20.500 nhân viên.
Tổng giám đốc điều hành của LinkedIn là Jeff Weiner, ông từng là một nhà quản lý tại Yahoo! Inc. Nhà sáng lập/CEO trước đây của LinkedIn Reid Hoffman hiện nắm chức Chủ tịch Hội đồng quản trị. Công ty được tài trợ bởi Sequoia Capital, Greylock, liên doanh Bain Capital, đối tác liên doanh Bessemer và Quỹ sáng lập Châu Âu. Đến tháng 1 năm 2011, công ty đã nhận được tổng cộng 103 triệu đô la đầu tư.
LinkedIn đứng thứ 57 trong bảng xếp hạng trang web phổ biến nhất của Internet Alexa (tháng 5 năm 2020). Theo tờ New York Times, học sinh trung học Mỹ hiện đang bắt đầu tạo hồ sơ LinkedIn để đính kèm theo đơn đăng ký học đại học. Tính đến năm 2013, LinkedIn đã phát triển nền tảng với 24 ngôn ngữ, bao gồm tiếng Ả Rập, tiếng Trung, tiếng Anh, Nhật, Pháp, Đức, Ý, tiếng Bồ Đào Nha, Tây Ban Nha, Hà Lan, Thụy Điển, Đan Mạch, Nga, Thổ Nhĩ Kỳ, Séc, Ba Lan, Hàn Quốc, Indonesia, Malaysia, và Tagalog. LinkedIn đã nộp đơn chào bán công khai lần đầu trên thị trường chứng khoán vào tháng 1 năm 2011 và giao dịch cổ phiếu đầu tiên vào ngày 19 tháng 5 năm 2011, dưới biểu tượng NYSE là "LNKD".

## Lịch sử

### Mới thành lập đến năm 2010
Công ty được thành lập vào tháng 12 năm 2002 bởi Reid Hoffman và các thành viên nhóm sáng lập từ PayPal và Socialnet.com (Allen Blue, Eric Ly, Jean-Luc Vaillant, Lee Hower, Konstantin Guericke, Stephen Beitzel, David Eves, Ian McNish, Yan Pujante, Chris Saccheri). Cuối năm 2003, Sequoia Capital dẫn đầu khoản đầu tư Series A vào công ty.
Tháng 3 năm 2006, LinkedIn đã đạt được tháng đầu tiên có lợi nhuận. Tháng 4 năm 2007, LinkedIn đạt 10 triệu người dùng.
Tháng 2 năm 2008, LinkedIn đã ra mắt phiên bản di động của trang web.
Vào tháng 6 năm 2008, Sequoia Capital, Greylock Partners và các công ty liên doanh đầu tư khác đã mua 5% cổ phần của công ty với giá 53 triệu đô la, mang lại cho công ty giá trị định giá sau đầu tư khoảng 1 tỷ đô la. Vào tháng 11 năm 2009, LinkedIn mở văn phòng tại Mumbai và ngay sau đó là tại Sydney, bắt đầu việc mở rộng đội ngũ tại Châu Á-Thái Bình Dương. Năm 2010, LinkedIn mở một Trụ sở quốc tế tại Dublin, Ireland, nhận khoản đầu tư 20 triệu đô la từ Tiger Global Management LLC với mức định giá xấp xỉ 2 tỷ đô la, tuyên bố dự án mua lại đầu tiên với Mspoke. Vào tháng 10 năm đó, Silicon Valley Insider đã xếp công ty ở vị trí số 10 trong Danh sách 100 công ty khởi nghiệp có giá trị nhất. Đến tháng 12, công ty được định giá 1,575 tỷ đô la trên thị trường tư nhân.

### Từ 2011 đến nay
LinkedIn đã nộp đơn phát hành công khai lần đầu trên thị trường chứng khoán vào tháng 1 năm 2011 và giao dịch cổ phiếu đầu tiên vào ngày 19 tháng 5 năm 2011 dưới biểu tượng NYSE là "LNKD", với giá 45 đô la một cổ phiếu. Cổ phiếu của LinkedIn đã tăng tới 171% trong ngày giao dịch đầu tiên của họ trên thị trường chứng khoán New York và đóng ở mức 94,25 đô la, cao hơn 109% so với giá IPO. Năm 2011, LinkedIn kiếm được 154,6 triệu đô la ở riêng mảng doanh thu quảng cáo, vượt qua cả Twitter với 139,5 triệu đô la. Tính đến thời điểm này, LinkedIn đã có khoảng 2.100 nhân viên toàn thời gian so với số lượng 500 nhân viên của năm 2010.
Vào tháng 4 năm 2014, LinkedIn thông báo rằng họ đã thuê tòa nhà 26 tầng 222 Second Street đang được xây dựng ở quận SoMa của San Francisco để làm nơi làm việc cho 2.500 nhân viên của mình, với thời gian thuê 10 năm. Mục tiêu là để đưa tất cả nhân viên tại San Francisco (1.250 người tính đến tháng 1 năm 2016) vào làm việc trong cùng một tòa nhà, đưa nhân viên bán hàng và marketing làm việc cùng với nhóm nghiên cứu và phát triển. Họ bắt đầu chuyển vào tòa nhà này vào tháng 3 năm 2016. Tháng 2 năm 2016, theo một báo cáo thu nhập, cổ phiếu của LinkedIn đã giảm 43,6% trong một ngày, xuống còn 108,38 đô la mỗi cổ phiếu. LinkedIn đã mất 10 tỷ đô la vốn hóa thị trường vào ngày hôm đó.
Vào ngày 13 tháng 6 năm 2016, Microsoft thông báo rằng họ sẽ mua lại LinkedIn với giá $196 một cổ phiếu, tổng giá trị lên đến 26,2 tỷ đô la và trở thành phi vụ mua lại lớn nhất được thực hiện bởi Microsoft cho đến nay. Microsoft sẽ cho phép LinkedIn "giữ lại thương hiệu, văn hóa và sự độc lập khác biệt của mình" với CEO vẫn là Weiner, nhưng sau đó ông phải báo cáo lại mọi vấn đề với CEO Satya Nadella của Microsoft. Các nhà phân tích tin rằng Microsoft đã nhìn thấy cơ hội để tích hợp LinkedIn với bộ sản phẩm Office của mình, giúp tích hợp tốt hơn hệ thống mạng lưới những người làm việc chuyên nghiệp với các sản phẩm của mình. Thỏa thuận được hoàn thành vào ngày 8 tháng 12 năm 2016.
Vào cuối năm 2016, LinkedIn công bố kế hoạch thêm 200 vị trí mới trong văn phòng tại Dublin, điều này sẽ đưa tổng số nhân viên lên 1.200.
Tính đến năm 2017, 94% các marketer B2B đã sử dụng LinkedIn để phân phối nội dung.
Ngay sau khi Microsoft mua lại LinkedIn, vào ngày 19 tháng 1 năm 2017, phiên bản trên máy tính để bàn mới của LinkedIn đã được giới thiệu. Phiên bản mới nhằm giúp trải nghiệm người dùng trở nên liền mạch trên cả thiết bị di động và máy tính để bàn. Một số thay đổi được thực hiện theo những phản hồi nhận được từ ứng dụng di động đã ra mắt trước đó. Các tính năng không được sử dụng nhiều đã bị xóa. Ví dụ: tính năng gắn thẻ và lọc liên hệ không còn được hỗ trợ nữa.
Sau khi ra mắt giao diện người dùng (UI) mới, một số người dùng đã phàn nàn về các tính năng bị mất đi so với phiên bản cũ hơn, sự chậm chạp và các lỗi xuất hiện. Cả người dùng miễn phí và premium đều gặp phải những vấn đề này trong khi sử dụng cả phiên bản máy tính để bàn và phiên bản di động của trang web.
Năm 2019, LinkedIn đã ra mắt tính năng Open for Business trên toàn cầu, cho phép các freelancer được phát hiện trên nền tảng.
Vào tháng 2 năm 2020, LinkedIn tuyên bố Jeff Weiner sẽ từ chức CEO và trở thành chủ tịch điều hành sau 11 năm giữ vai trò này. Ryan Roslansky, phó chủ tịch cấp cao mảng sản phẩm hiện tại, sẽ trở thành CEO vào ngày 1 tháng 6 năm 2020.

### Các phi vụ mua lại
| Số thứ tự | Ngày mua lại             | Công ty      | Lĩnh vực kinh doanh                 | Quốc gia | Giá mua lại | Nguồn tham khảo |
| --------- | ------------------------ | ------------ | ----------------------------------- | -------- | ----------- | --------------- |
| 1         | 4 tháng 8 năm 2010       | mspoke       | Cá nhân hóa nội dung                | Hoa Kỳ   | $0.6 triệu  | [ 44 ]          |
| 2         | 23 tháng 9 năm 2010      | ChoiceVendor | Social B2B Reviews                  | Hoa Kỳ   | $3.9 triệu  | [ 46 ]          |
| 3         | 26 tháng 1 năm 2011      | CardMunch    | Social Contacts                     | Hoa Kỳ   | $1.7 triệu  | [ 47 ]          |
| 4         | 5 tháng 10 năm 2011      | Connected    | Social CRM                          | Hoa Kỳ   | -           | [ 48 ]          |
| 5         | 11 tháng 10 năm 2011     | IndexTank    | Social search                       | Hoa Kỳ   | -           | [ 49 ]          |
| 6         | 22 tháng 2 năm 2012      | Rapportive   | Social Contacts                     | Hoa Kỳ   | $15 triệu   | [ 51 ]          |
| 7         | 3 tháng 5 năm 2012       | SlideShare   | Social Content                      | Hoa Kỳ   | $119 triệu  | [ 52 ]          |
| 8         | 11 tháng 4 năm 2013      | Pulse        | Web / Mobile newsreader             | Hoa Kỳ   | $90 triệu   | [ 53 ]          |
| 9         | 6 tháng 2 năm 2014       | Bright.com   | Job Matching                        | Hoa Kỳ   | $120 triệu  | [ 54 ]          |
| 10        | 14 tháng 7 năm 2014      | Newsle       | Ứng dụng Web                        | Hoa Kỳ   | -           | [ 55 ]          |
| 11        | 22 tháng 7 năm 2014      | Bizo         | Ứng dụng Web                        | Hoa Kỳ   | $175 triệu  | [ 56 ]          |
| 12        | 16 tháng 3 năm 2015      | Careerify    | Ứng dụng Web                        | Canada   | -           | [ 57 ]          |
| 13        | 2 tháng 4 năm 2015       | Refresh.io   | Ứng dụng Web                        | Hoa Kỳ   | -           | [ 58 ]          |
| 14        | 9 tháng 4 năm 2015       | Lynda.com    | eLearning                           | Hoa Kỳ   | $1.5 tỉ     | [ 60 ]          |
| 15        | 28 tháng 8 năm 2015      | Fliptop      | Predictive Sales and Marketing Firm | Hoa Kỳ   | -           | [ 61 ]          |
| 16        | 4 tháng 2 năm 2016       | Connectifier | Ứng dụng Web                        | Hoa Kỳ   | -           | [ 62 ]          |
| 17        | 26 tháng 7 năm 2016      | PointDrive   | Ứng dụng Web                        | Hoa Kỳ   | -           | [ 63 ]          |
| 18        | 16 tháng 9 năm 2018      | Glint Inc.   | Ứng dụng Web                        | Hoa Kỳ   | -           | [ 64 ]          |
| 19        | ngày 28 tháng 5 năm 2019 | Drawbridge   | Giải pháp Marketing                 | Hoa Kỳ   |             | [ 65 ]          |

## Nền tảng và tính năng

### Mạng lưới thông tin người dùng

#### Chức năng cơ bản
Những chức năng cơ bản của LinkedIn cho phép người dùng (người làm việc và nhà tuyển dụng) tạo hồ sơ bao gồm một sơ yếu lý lịch mô tả kinh nghiệm làm việc, trình độ học vấn và đào tạo, kỹ năng và ảnh cá nhân của họ. Nhà tuyển dụng có thể liệt kê các công việc và tìm kiếm các ứng viên tiềm năng. Người dùng có thể tìm thấy công việc, con người và cơ hội kinh doanh được đề xuất bởi một người nào đó trong mạng lưới liên hệ của người khác. Người dùng có thể lưu (tức là đánh dấu) các công việc mà họ muốn đăng ký. Người dùng cũng có khả năng theo dõi các công ty khác nhau.
Trang web cho phép các thành viên thực hiện "kết nối" với nhau trong một mạng xã hội trực tuyến có thể đại diện cho các mối quan hệ trong thế giới thực. Thành viên có thể mời bất kỳ ai (dù là thành viên trang web hay không) kết nối. Tuy nhiên, nếu người được mời chọn "Tôi không biết" hoặc "Thư rác", thì điều này được xem là từ chối người mời. Nếu người mời nhận được quá nhiều phản hồi như vậy, tài khoản của thành viên có thể bị hạn chế hoặc khoá (restricted or block). Người dùng có thể nhận được lời giới thiệu về các kết nối từ các kết nối của mình (được gọi là kết nối cấp độ hai) và kết nối của kết nối cấp độ hai (được gọi là kết nối cấp độ ba).
Danh sách kết nối của một người dùng có thể được sử dụng theo nhiều cách. Ví dụ: người dùng có thể tìm kiếm những người cấp độ kết nối cấp hai (chẳng hạn như người quản lý nhân sự) mà đang làm việc tại công ty mà họ có hứng thú/quan tâm tới và sau đó có thể hỏi một kết nối cấp một để được giới thiệu."Phương pháp tiếp cận truy cập" (liên hệ với bất kỳ chuyên gia nào cũng yêu cầu mối quan hệ hiện có hoặc sự can thiệp của liên hệ với họ) nhằm tạo niềm tin giữa những người dùng dịch vụ. LinkedIn đã tham gia vào Nguyên tắc bảo mật cảng an toàn quốc tế (International Safe Harbor Privacy Principles) của EU.
Người dùng có thể tương tác với nhau theo nhiều cách khác nhau:
- Các kết nối có thể tương tác bằng cách chọn "thích" bài đăng và "chúc mừng" người khác về các cập nhật như ngày sinh nhật, ngày kỷ niệm và vị trí mới, cũng như bằng cách nhắn tin trực tiếp.
- Người dùng có thể chia sẻ video với văn bản và lọc Video giới thiệu của LinkedIn.[69][70]
- Người dùng có thể viết bài đăng và bài viết [71] trong nền tảng LinkedIn để chia sẻ với những người trong mạng lưới của họ.

Kể từ tháng 9 năm 2012, LinkedIn đã cho phép người dùng "chứng thực" các kỹ năng của mình. [87]. Các thành viên có thể thêm các kỹ năng vào hồ sơ thông tin của mình sau khi đã hoàn thành các yêu cầu "chứng thực" của LinkedIn. [88]

#### Ứng dụng
Các ứng dụng của LinkedIn thường đề cập đến các ứng dụng bên thứ ba bên ngoài tương tác với nhà phát triển API của LinkedIn.

##### Ứng dụng bên ngoài, bên thứ ba
Vào ngày 12 tháng 2 năm 2015, LinkedIn đã phát hành một bản cập nhật điều khoản sử dụng cho nhà phát triển API. [89] Nhà phát triển API cho phép công ty và cá nhân tương tác với dữ liệu của LinkedIn thông qua việc tạo các ứng dụng được bên thứ ba quản lý. Các ứng dụng phải trải qua quá trình xem xét và yêu cầu sự cho phép của người dùng trước khi truy cập dữ liệu của người dùng.
Việc sử dụng API thường được nêu trong các tài liệu dành cho nhà phát triển của LinkedIn, [90] bao gồm:
- Đăng nhập vào các dịch vụ bên ngoài bằng LinkedIn
- Thêm các mục hoặc thuộc tính vào hồ sơ người dùng
- Chia sẻ tin tức hoặc bài viết lên dòng thời gian của người dùng

##### Được gắn vào hồ sơ cá nhân (Embedded in profile)
Vào tháng 10 năm 2008, LinkedIn đã kích hoạt một "nền tảng ứng dụng" cho phép các dịch vụ trực tuyến bên ngoài được gắn vào trong trang hồ sơ của thành viên. Trong số các ứng dụng ban đầu có Danh sách Đọc của Amazon cho phép các thành viên LinkedIn hiển thị sách họ đang đọc, kết nối với Tripit và ứng dụng Six Apart, WordPress và TypePad cho phép các thành viên hiển thị các bài đăng blog mới nhất của họ trong hồ sơ LinkedIn của họ. Vào tháng 11 năm 2010, LinkedIn cho phép các doanh nghiệp liệt kê các sản phẩm và dịch vụ trên trang hồ sơ công ty; nó cũng cho phép các thành viên LinkedIn "giới thiệu" các sản phẩm và dịch vụ và viết đánh giá. Ngay sau đó, một số dịch vụ bên ngoài không còn được hỗ trợ, bao gồm Danh sách Đọc của Amazon.

#### Di động
Một phiên bản di động của trang web đã được ra mắt vào tháng 2 năm 2008, cho phép truy cập vào một tính năng được cài đặt trên điện thoại di động. Dịch vụ di động có sẵn trong sáu ngôn ngữ: Trung Quốc, Anh, Pháp, Đức, Nhật Bản và Tây Ban Nha. Vào tháng 1 năm 2011, LinkedIn đã mua lại CardMunch, một nhà sản xuất ứng dụng di động quét danh thiếp và chuyển đổi thành danh bạ. Vào tháng 6 năm 2013, CardMunch đã được ghi nhận là một ứng dụng LinkedIn có sẵn. Vào tháng 8 năm 2011, LinkedIn đã cải thiện lại các ứng dụng di động của mình trên iPhone, Android và HTML5. Vào thời điểm đó, lượt xem trang của ứng dụng trên  tăng khoảng 400% mỗi năm theo CEO Jeff Weiner chia sẻ. Vào tháng 10 năm 2013, LinkedIn đã công bố một dịch vụ dành cho người dùng iPhone có tên là "Intro", trong đó chèn hình thu nhỏ của hồ sơ người dùng LinkedIn tương ứng với người đó khi đọc thư trong chương trình Thư gốc của iOS. [96] Điều này được thực hiện bằng cách định tuyến (rerouting) lại tất cả các email đến từ iPhone thông qua các máy chủ LinkedIn.

#### Nhóm
LinkedIn cũng hỗ trợ việc hình thành các nhóm theo sở thích và tính đến ngày 29 tháng 3 năm 2012, có 1.248.019 nhóm như vậy có thành viên thay đổi từ 1 đến 744.662. Các nhóm hỗ trợ một dạng khu vực thảo luận giới hạn, được kiểm duyệt bởi chủ sở hữu và người quản lý nhóm. Các nhóm có thể là riêng tư, chỉ có thể truy cập đối với các thành viên hoặc có thể mở cho người dùng Internet nói chung, tuy nhiên để tham gia vào nhóm họ phải trả lời các yêu cầu. Do các nhóm cung cấp chức năng để tiếp cận nhiều đối tượng mà không vi phạm tính năng chống thư rác (anti-spam solutions), nên có một loạt các bài đăng spam và hiện có một loạt các công ty cung cấp dịch vụ spam cho mục đích này. LinkedIn đã nghĩ ra một vài cơ chế để giảm khối lượng thư rác, LinkedIn đã đưa ra quyết định loại bỏ khả năng chủ sở hữu nhóm kiểm tra địa chỉ email của các thành viên mới để xác định xem họ có phải là người gửi thư rác hay không. Các nhóm cũng thông báo cho các thành viên của mình thông qua email với các cập nhật cho nhóm, bao gồm hầu hết các cuộc thảo luận về các cuộc thảo luận trong chuyên môn của bạn.
Vào tháng 12 năm 2011, LinkedIn đã thông báo rằng họ đang triển khai các cuộc thăm dò cho các nhóm. Vào tháng 11 năm 2013, LinkedIn đã công bố bổ sung Showcase Page vào nền tảng. Vào năm 2014, LinkedIn đã thông báo rằng họ sẽ xóa Trang sản phẩm và dịch vụ để mở đường cho sự tập trung nhiều hơn vào các trang Showcase.

#### Các tính năng bị loại bỏ
Vào tháng 1 năm 2013, LinkedIn đã bỏ hỗ trợ trả lời của LinkedIn và "'tập trung vào phát triển các tính năng mới và hấp dẫn hơn để chia sẻ và thảo luận về các chủ đề chuyên nghiệp trên LinkedIn' đây là lý do cho việc loại bỏ tính năng này. Tính năng này đã được ra mắt vào năm 2007 và cho phép người dùng đăng câu hỏi lên mạng của họ và cho phép người dùng xếp hạng câu trả lời.
Vào ngày 1 tháng 9 năm 2014, LinkedIn đã loại bỏ InMaps. Tính năng này đã được sử dụng từ tháng 1 năm 2011.
Theo trang web của công ty, LinkedIn Referrals đã không còn khả dụng sau ngày 18 tháng 5 năm 2018.

## Dịch vụ cung cấp

### Xây dựng thương hiệu cá nhân
LinkedIn đặc biệt phù hợp với việc xây dựng thương hiệu cá nhân (personal branding), theo Sandra Long, "quản lý hình ảnh cá nhân và giá trị riêng biệt của một người" dùng để định vị bản thân và tìm kiếm các cơ hội nghề nghiệp. LinkedIn đã phát triển từ một nền tảng đơn thuần cho những người tìm kiếm việc làm thành một mạng xã hội cho phép người dùng có cơ hội tạo ra một thương hiệu cá nhân. Pamela Green, Huấn luyện nghề nghiệp, mô tả thương hiệu cá nhân là "trải nghiệm cảm xúc mà bạn muốn mọi người có được nhờ tương tác với bạn" và hồ sơ LinkedIn là một khía cạnh của điều đó. Một báo cáo tương phản cho thấy rằng một thương hiệu cá nhân là "một nhân vật công khai, được trưng bày trên LinkedIn, Twitter và các mạng khác, thể hiện chuyên môn, trình độ và thúc đẩy các mối quan hệ kết nối mới." 
LinkedIn cho phép các chuyên gia xây dựng quảng bá cho thương hiệu cá nhân của họ trong chính trang web của mình cũng như trong World Wide Web nói chung. Với một công cụ mà LinkedIn gọi là Profile Strength Meter, trang web khuyến khích người dùng cung cấp đủ thông tin trong hồ sơ của họ để tối ưu hóa khả năng hiển thị của các công cụ tìm kiếm. Nó củng cố sự hiện diện của người dùng LinkedIn nếu người đó thuộc về các nhóm chuyên nghiệp trong trang web. Trang web cho phép người dùng thêm video vào hồ sơ của họ. Một số người dùng thuê một nhiếp ảnh gia chuyên nghiệp cho ảnh hồ sơ của một người. Video presentations có thể được thêm vào hồ sơ của một người. Khả năng của LinkedIn đã được mở rộng nhanh chóng đến mức một ngành công nghiệp tư vấn bên ngoài đã phát triển để giúp người dùng điều hướng hệ thống. Một sự nhấn mạnh đặc biệt là giúp người dùng với hồ sơ LinkedIn của họ.
Sai lầm số một mà mọi người mắc phải trong hồ sơ là không có ảnh cá nhân" — Sandra Long of Post Road Consulting, 2017 
Vào tháng 10 năm 2012, LinkedIn đã phát động chương trình LinkedIn Influencers, nơi có các nhà lãnh đạo tư tưởng toàn cầu, những người chia sẻ những hiểu biết chuyên nghiệp của họ với các thành viên của LinkedIn. Tính đến tháng 5 năm 2016, có hơn 750 Influencers, khoảng 74% trong số đó là nam giới. Chương trình này chỉ dành cho những người được mời và có sự tham gia của các nhà lãnh đạo từ một loạt các ngành công nghiệp bao gồm Richard Branson, Narendra Modi, Arianna Huffington, Greg McKeown, Rahm Emanuel, Jamie Dimon, Martha Stewart, Deepak Chopra, Jack Welch và Bill Gates.

### Tìm kiếm việc làm
LinkedIn được sử dụng rộng rãi bởi các nhà tuyển dụng và những người đang tìm kiếm việc làm. LinkedIn đã trở thành "nền tảng kỹ thuật số hàng đầu" cho các chuyên gia kết nối trực tuyến. Một ví dụ cụ thể là ở Úc, nơi có khoảng mười hai triệu chuyên gia, mười triệu trong số họ đang sử dụng LinkedIn, cho thấy xác suất "chủ nhân tương lai có thể đang ở trên trang web này." là rất cao. Theo một ước tính dựa trên số liệu trên toàn thế giới, có khoảng 122 triệu người dùng đã có các cuộc phỏng vấn việc làm thông qua LinkedIn và 35 triệu người được tuyển dụng nhờ vào kết nối trực tuyến LinkedIn.
LinkedIn cho phép người dùng nghiên cứu các công ty, tổ chức phi lợi nhuận và chính phủ mà họ cảm thấy hứng thú và muốn xin vào làm việc. Chỉ bằng cách nhập tên của công ty hoặc tổ chức trên thanh tìm kiếm của LinkedIn, các dữ liệu về công ty hoặc tổ chức đó sẽ xuất hiện. Những dữ liệu này có thể bao gồm tỷ lệ nhân viên nữ và nam, tỷ lệ các chức danh/ chức vụ phổ biến nhất trong công ty, vị trí trụ sở và văn phòng của công ty, danh sách các cựu nhân viên và nhân viên hiện tại. Vào tháng 7 năm 2011, LinkedIn đã ra mắt một tính năng mới cho phép các công ty đưa nút "Ứng tuyển với LinkedIn" vào các trang liệt kê danh sách công việc. Tính năng mới này cho phép nhân viên tiềm năng ứng tuyển vào các vị trí công việc bằng cách sử dụng hồ sơ LinkedIn của họ làm hồ sơ xin việc. Các nhà tuyển dụng cũng thường tham gia các nhóm ngành trên LinkedIn để tạo kết nối với các chuyên gia trong lĩnh vực kinh doanh liên quan.
Không chỉ giúp những người đang tìm việc gặp gỡ nhà tuyển dụng, LinkedIn còn có thể giúp các doanh nghiệp nhỏ kết nối với khách hàng. Sự kết nối rất quan trọng trong việc thúc đẩy vị thế và sự hiện diện của người dùng trong LinkedIn. Theo như thông tin trên LinkedIn, hai người dùng có "kết nối cấp một" khi một người chấp nhận lời mời từ người khác. Mỗi người trong kết nối cấp 1 đều có mạng lưới quan hệ của riêng mình. Và những người nằm trong các mạng lưới đó chính là kết nối cấp 2, cấp 3 của những người dùng khác. Đây chính là mạng LinkedIn nội bộ của người dùng. Khi các kết nối này trở nên nhiều hơn và sâu hơn, hồ sơ của người dùng có nhiều khả năng xuất hiện trong tìm kiếm của nhà tuyển dụng và những người khác.
LinkedIn Profinder là một thị trường nơi các freelancers- những người làm việc độc lập, tự do có thể kết nối cá nhân và doanh nghiệp nhỏ. Trong năm 2017, có khoảng 60.000 người làm việc tự do trong hơn 140 lĩnh vực dịch vụ, chẳng hạn như chụp ảnh chân dung hoặc kế toán.
Trước khi giao diện 2017 được ra mắt, LinkedIn đã khuyến khích những người đã cùng làm việc, cùng học tập, cùng làm các dự án kinh doanh kết nối với nhau. Kể từ năm 2017, điều này đã bị xóa khỏi quy trình yêu cầu kết nối - và người dùng được phép kết nối với tối đa 30.000 người. Sự thay đổi này có nghĩa là LinkedIn hiện đang là một trang web kết nối chủ động hơn, dành cho những người xin việc việc mà đang cố gắng đảm bảo an toàn trong bước chuyển nghề nghiệp hoặc cho những nhân viên bán hàng muốn tìm kiếm khách hàng tiềm năng mới.

### Giao tiếp trong mùa dịch bệnh COVID-19
Kể từ mọi thứ bị gián đoạn bởi dịch bệnh COVID-19, LinkedIn đã thực hiện các biện pháp thấu đáo để giữ an toàn cho lao động và công chúng, đồng thời vẫn cung cấp các dịch vụ chất lượng cho người dùng của họ. Trong buổi Livestream của LinkedIn được điều hành bởi Giám đốc điều hành Caroline Fairchild, LinkedIn được cho là một nền tảng tốt để phục vụ cho làm việc từ xa. Bằng cách duy trì các chức năng của LinkedIn, các nhà lãnh đạo công ty đã có thể sử dụng nền tảng này để cung cấp các cập nhật minh bạch cho người tiêu dùng của họ. Trong thời gian này, các công ty đã thấy được lợi ích của việc chia sẻ việc ra quyết định với khách hàng một cách minh bạch thông qua các bài đăng trên LinkedIn.

### Quảng cáo
Vào giữa năm 2008, LinkedIn đã ra mắt LinkedIn DirectAds như một hình thức tài trợ quảng cáo. Vào tháng 10 năm 2008, LinkedIn đã tiết lộ kế hoạch mở rộng mạng xã hội gồm 30 triệu chuyên gia trên toàn cầu như một mẫu tiềm năng cho nghiên cứu B2B. LinkedIn đang thử nghiệm một mô hình doanh thu từ mạng xã hội tiềm năng - được nghiên cứu cho rằng có vẻ hứa hẹn hơn quảng cáo. Vào ngày 23 tháng 7 năm 2013, LinkedIn đã công bố dịch vụ tài trợ tài trợ quảng cáo. Các cá nhân và công ty có thể trả phí để LinkedIn tài trợ nội dung của họ và truyền bá nó đến người dùng của họ. Đây là một cách phổ biến cho các trang truyền thông xã hội như LinkedIn tạo nên doanh thu.

### Nền tảng xuất bản
Vào ngày 7 tháng 5 năm 2015, LinkedIn đã thêm một công cụ phân tích vào nền tảng xuất bản của mình. Công cụ này cho phép các tác giả theo dõi lưu lượng truy cập mà bài đăng của họ nhận được tốt hơn. Tác giả bài đăng có thể thấy được số lượng người đã xem, thích và chia sẻ bài đăng của họ.

## Những chỉ trích và tranh cãi
LinkedIn đã nhận được những lời chỉ trích, chủ yếu liên quan đến việc khai thác địa chỉ email và tính năng tự động cập nhật.
Tính năng cho phép các thành viên LinkedIn "chứng thực" các kỹ năng và kinh nghiệm của nhau đã bị chỉ trích là vô nghĩa vì các chứng thực không nhất thiết phải chính xác hoặc được đề xuất, cập nhật bởi những người khác. Vào tháng 10 năm 2016, LinkedIn đã thừa nhận rằng "việc có ai đó chứng thực cho bạn rất quan trọng" và bắt đầu làm nổi bật tính năng chứng thực từ "đồng nghiệp và các kết nối khác" để giải quyết những lời chỉ trích.

### Sử dụng tài khoản email của các thành viên để gửi thư
LinkedIn gửi các lời mời đến các liên hệ trong Outlook từ tài khoản email của người dùng mà không nhận được sự đồng ý của họ. Những lời mời này được gửi đi và tạo cảm giác rằng chính chủ tài khoản email đã gửi chúng. Nếu các địa chỉ liên hệ không trả lời, sẽ có thêm hai email nhắc nhở về việc phản hồi email. LinkedIn đã bị kiện ở Hoa Kỳ về hành vi chiếm đoạt tài khoản email và gửi thư spam.
Khi người dùng đăng ký LinkedIn, họ được yêu cầu cung cấp địa chỉ email như là tên người dùng và thiết lập mật khẩu mới cho tài khoản LinkedIn của họ. LinkedIn sau đó sẽ đưa ra đề nghị gửi lời mời kết nối tới tất cả các thành viên trong danh sách liên hệ của người dùng hoặc tới những người mà họ giao tiếp qua email. Khi danh sách liên hệ trong email được mở ra, người dùng được thông báo rằng lời mời sẽ được gửi đến các địa chỉ email được chọn. LinkedIn đã hack vào tài khoản email người dùng và có thể tải xuống các địa chỉ trong danh sách email liên hệ mà có được sự đồng ý của họ.
Vụ kiện cuối cùng đã được giải quyết vào năm 2015 có lợi cho người dùng của LinkedIn.

### An ninh và công nghệ
Vào tháng 6 năm 2012, khoảng 6,4 triệu mật khẩu người dùng LinkedIn đã bị đánh cắp bởi các tin tặc và đăng tải trực tuyến. Hành động này được biết đến là vụ hack LinkedIn 2012. Để đối phó với vụ việc, LinkedIn đã xin lỗi ngay sau đó và yêu cầu người dùng thay đổi mật khẩu của họ. Vào ngày 31 tháng 5 năm 2013, LinkedIn đã thêm tính năng xác thực hai lần, một cải tiến quan trọng trong vấn đề bảo mật để ngăn chặn tin tặc truy cập vào tài khoản.
Vào tháng 5 năm 2016, 117 triệu tên người dùng và mật khẩu LinkedIn đã được chào bán trực tuyến. Thông tin đăng nhập được cho là thuộc về người dùng LinkedIn bị đánh cắp trong vụ hack LinkedIn năm 2012 đã được rao bán trên"dark-web" với giá khoảng 2.200 USD, theo báo cáo từ Motherboard, một trang web công nghệ do Vice điều hành. LinkedIn ngay sau đó đã thực hiện các bước để vô hiệu hóa mật khẩu của các tài khoản bị ảnh hưởng và liên hệ với các người dùng để đặt lại mật khẩu của họ. Linkedin khuyến khích người dùng tìm hiểu về cách bật xác minh hai bước và sử dụng mật khẩu mạnh để giữ cho tài khoản của họ an toàn nhất có thể.

## Tỉ lệ người dùng
Có đến 56% người sử dụng đến từ bên ngoài nước Mỹ. Các quốc gia có số người sử dụng chiếm đa số có Mỹ, Ấn Độ, U.K và Brasil. Các nước châu Âu có hoạt động mạnh nhất gồm Hà Lan, Pháp và Ý.
Nam giới chiếm tỉ lệ 61% trên tổng số thành viên. Người dùng các lứa tuổi từ 25-34 và 35-54 chiếm 36%, trong khi độ tuổi 18-24 tuổi chiếm 21%.